# Szívós Donát
Szívós Donát Bálint OSB (Kiskeszthely, 1898. január 7. – Pannonhalma, 1973. június 28.) bencés szerzetes, gimnáziumi tanár, egyházi író.

## Élete
Szívós a Zala vármegyei Kiskeszthelyen született 1898-ban. 17 éves korában, 1915-ben lépett be lépett a bencés rendbe, szerzetesi fogadalmat pedig 1922-ben tett. Még ebben az évben pappá szentelték, illetve ledoktorált filozófiából. Komáromban gimnáziumi tanárként, 1924-től hitoktatóként is működött. 1925–1929 között Pannonhalmán főiskolai tanár és 1925-től 1928-ig diákotthoni elöljáró is. 1929-től 1944-ig Budapesten gimnáziumi tanár, 1938-tól a Magyar Cserkészszövetség I. Budapesti Cserkészkerületének társelnöke. 1944-től Esztergomban házfőnök és gimnáziumi igazgató, 1946-tól Budapesten gimnáziumi tanár. 1948-tól a budapest–józsefvárosi plébánia kisegítője. 1951-től nyugdíjas, 1952-től haláláig Pannonhalmán élt betegen. 1973-ban hunyt el.

## Művei
- A ma diákja. Ifjúsági szentbeszédek, Budapest, 1936 →elektronikus elérhetőségː UNITAS[halott link]
- Haec loquere. Szentbeszédvázlatok (Szúnyogh X. Ferenccel közösen), Budapest, 1937
- Diáklelkigyakorlatok, Budapest, 1938 → elektronikus elérhetőségː UNITAS[halott link]
- Világáramlatok sodrában. Diákexhortációk, Budapest, 1940 → elektronikus elérhetőségː UNITAS[halott link]
- Emberek a mérlegen. (Krisztussal v. ellene?), Budapest, 1941
- Szerelmes vagy?, Budapest, 1942 (2. kiadásː 1944)
- Magyar vagyok!, Budapest, 1943
- Szülők, tanárok négyszemközt, Budapest, 1944

## Cikkei
Egyéb kisebb írásai jelentek meg a következő folyóiratokban: Zászlónk (1927/28, 43/44), Pannonhalmi Szemle (1928), Az Út (1934/34), Utunk (1935/36, 38/39, 40/41), Magyar Kultúra (1938/39), Aradi Kat. Tudósító (1939), Égi hullámokon. 1. Bp., 1939. (Rádiós szentbeszéd), Erdélyi Római Katolikus Hitoktatásügyi Kongresszus. Marosvásárhely, 1943. X. 19-21. Bp., 1944. (Az ifj. vallásos és hazafias nevelésének mai kérdései); és Pannonhalmi Szemle 1944:47.), M. Középisk. (1944:5. sz.), Szent Margit és szigete. Uo., 1944. (Árpádházi Szent Margit örök korszerűsége), Élet, Magyar Cserkész, Cserkészvezetők Lapja.